# Siuru

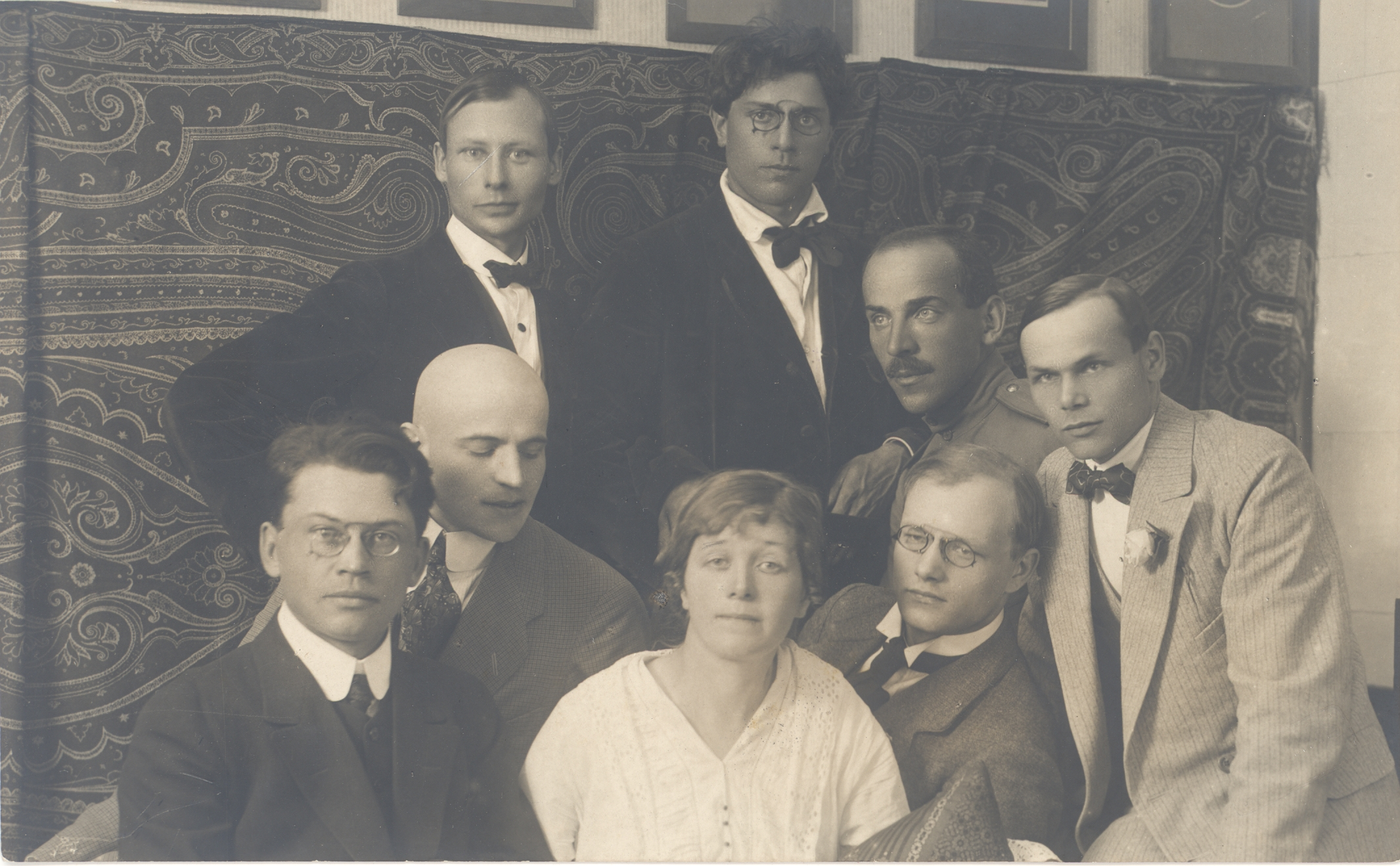
Membres du groupe Siuru, au fond: Peet Aren, Otto Krusten, à l’avant: Friedebert Tuglas, Arthur Adson, Marie Under, August Gailit, Johannes Semper et Henrik Visnapuu.

Siuru est un mouvement littéraire, portant le nom d’un oiseau de feu de la Mythologie finno-ougrienne, fondé en 1917 en Estonie,.
C’est un mouvement expressionniste et néoromantique qui s’oppose à l’approche formaliste du mouvement Jeune-Estonie.

## Membres
Le groupe est composé du fondateur August Gailit et des jeunes écrivains et poètes  Marie Under, Henrik Visnapuu, Johannes Semper, Friedebert Tuglas et Artur Adson. 
De 1917 à 1919, Siuru publie trois recueils de poésie. 
En 1919, des conflits éclatent à l’intérieur du groupe. Visnapuu et Gailit quittent le groupe et Johannes Barbarus et August Alle en deviennent membres.

## Programme
Les membres de Siuru ont des affinités avec le futurisme et l’Impressionnisme. Leur poésie est provocatrice et érotique et elle contraste avec l'ambiance de cette époque de la Première Guerre mondiale et de la guerre d’indépendance. 
La philosophie de Siuru insiste sur la liberté de l’esprit humain. La devise  principale de Siuru est Carpe diem! et son symbole est un chrysanthème blanc.

## Impact

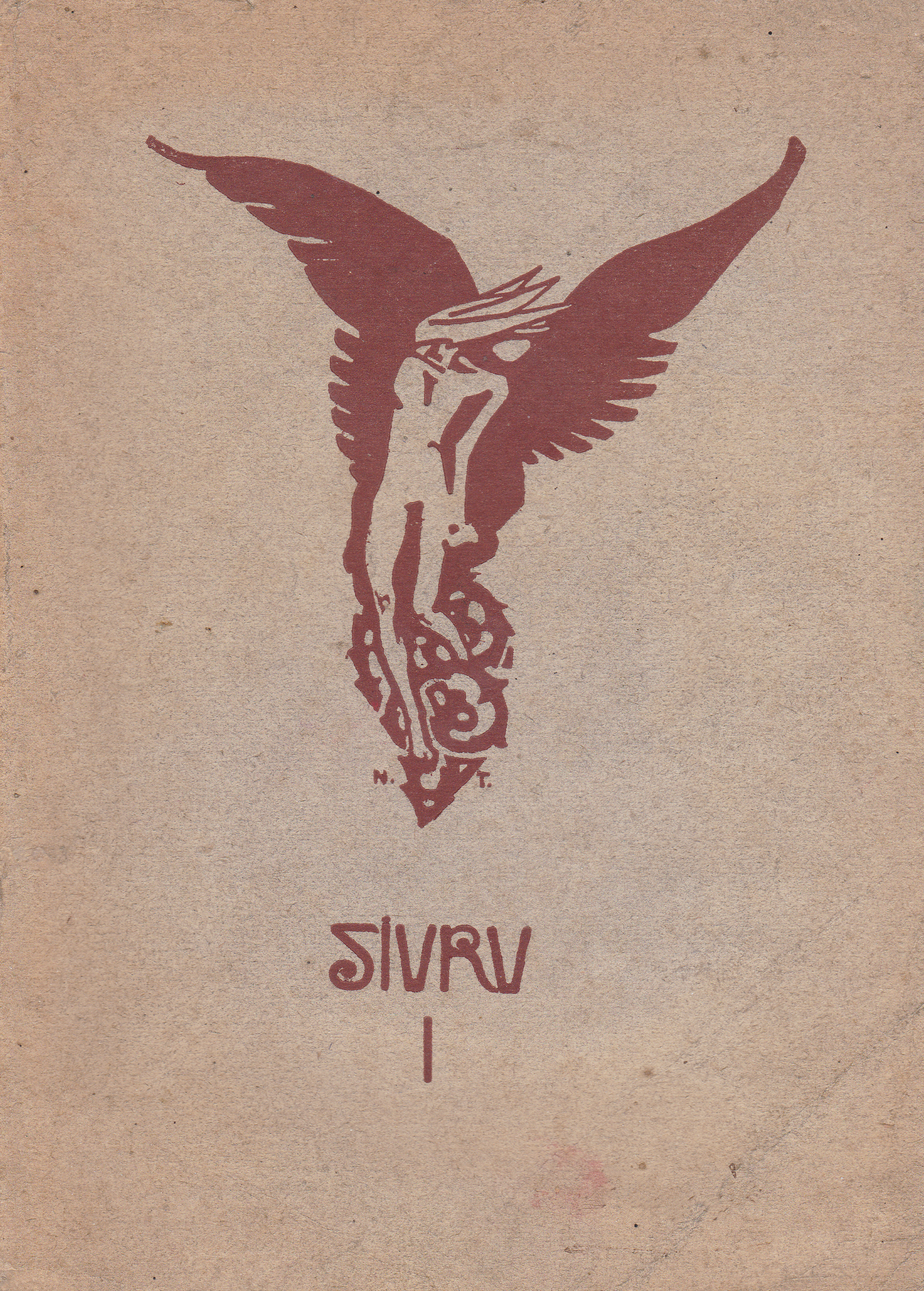
Couverture de la première édition réalisée par Nikolai Triik.

La conséquence majeure des activités de Siuru a été de populariser la littérature auprès de la population estonienne, menant au développement actif d’une littérature estonienne dans la jeune  République d’Estonie.